# Дългопера ставрида
Дългоперите ставриди (Nematistius pectoralis) са вид актиноптери, единствен представител на семейство Дългопери ставриди (Nematistiidae).
Таксонът е описан за пръв път от Тиъдър Гил през 1862 година.